# 佐藤商事
佐藤商事株式会社（さとうしょうじ）は、日本の大手鉄鋼・金属専門商社。

## 沿革
- 1930年（昭和5年）東京・茅場町にて佐藤ハガネ商店の商号で個人創業。
- 1937年（昭和12年）佐藤商事合資会社に改組（資本金30万円）。
- 1949年（昭和24年）佐藤商事株式会社を設立（資本金500万円）。
- 1954年（昭和29年）大阪支店新設。新潟支店新設。秋田支店新設。福島支店新設。
- 1955年（昭和30年）自社洋食器工場設立（現:日本洋食器株式会社）。日本航空機内食用テーブルウェア納入開始。
- 1956年（昭和31年）名古屋支店新設。
- 1957年（昭和32年）三神自動車興業株式会社設立（現:佐藤物流株式会社）。
- 1960年（昭和35年）日本クラッチ株式会社設立。広島支店新設。
- 1962年（昭和37年）東京証券取引所市場第2部に上場。浜松支店新設。滋賀支店新設。
- 1963年（昭和38年）札幌支店新設
- 1964年（昭和39年）太田支店新設。
- 1965年（昭和40年）仙台支店新設。
- 1966年（昭和41年）名古屋雑貨支店新設（現:名古屋ライフ支店）。
- 1969年（昭和44年）大阪南支店新設（現:大阪ライフ支店） 。
- 1970年（昭和45年）神奈川支店新設。
- 1972年（昭和47年）静岡支店新設。広島雑貨支店新設（現:広島ライフ支店）。
- 1973年（昭和48年）山形クラッチ株式会社設立。長岡支店新設。埼玉支店新設。福岡雑貨支店新設（現:福岡ライフ支店）。
- 1974年（昭和49年）神奈川コイルセンター完成。熊本支店新設。山形支店新設。
- 1982年（昭和57年）重ね灰皿グッドデザイン賞受賞。北越支店新設。
- 1983年（昭和58年）栃木支店新設。
- 1986年（昭和61年）NKK一次商社指定。
- 1987年（昭和62年）栃木コイル加工センター完成。
- 1988年（昭和63年）東京証券取引所市場第1部に指定替え。
- 1992年（平成4年）新潟流通センター新設。
- 1995年（平成7年）ダンスク社販売代理店契約。
- 1996年（平成8年）インドネシア駐在員事務所新設。鳥栖支店新設（現:九州支店）。
- 1998年（平成10年）キッチンウェアグッドデザイン賞受賞。
- 2001年（平成13年）郡山支店新設（現:福島支店） 。西アルミセンター新設。
- 2002年（平成14年）岩手営業所新設（現:岩手支店） 。佐藤新潟加工センター株式会社設立（現:エヌケーテック株式会社）。
- 2003年（平成15年）ユアサ鋼業株式会社を子会社とする（現:メタルアクト株式会社）。
- 2004年（平成16年）電子材料部新設、香港佐藤商事現地法人設立。タイサトーテーブルウェア株式会社設立。
- 2005年（平成17年）上海駐在員事務所新設 営業開発室新設（現:営業開発部） 。
- 2006年（平成18年）東北支店新設
- 2007年（平成19年）苫小牧支店新設。SATO SHOJI THAILAND CO.,LTD.設立、子会社とする。上海佐商貿易有限公司設立、子会社とする
- 2008年（平成20年）株式会社ユーエヌティー・ジャパン設立、子会社とする（現:佐藤ゼネテック株式会社）。岡山鋼材センター新設 。
- 2009年（平成21年）牡丹江佐商工貿有限公司設立、子会社とする。
- 2010年（平成22年）東京都千代田区丸の内に本社移転。SATO SHOJI VIETNAM CO.,LTD.設立、子会社とする。名古屋鋼材センター新設 韓国佐藤商事株式会社設立、子会社とする。佐藤ケミグラス会社株式会社設立、子会社とする。福島コイルセンター第2工場新設。
- 2011年（平成23年）UCHIDA-SATO TECH (THAILAND) CO.,LTD.設立、子会社とする。曽我部（蘇州）減速機製造有限公司設立。深圳佐藤商事貿易有限公司を香港佐藤商事有限公司の100％出資で設立。国内全事業所において環境ISO14001認証取得。
- 2012年（平成24年）YUASA SATO (THAILAND) CO.,LTD.設立。PT.SATO-SHOJI INDONESIA設立、子会社とする。植木フォーミング株式会社設立、子会社とする。
- 2013年（平成25年）関西鋼材センター設立。深圳佐藤商事貿易有限公司、広州分公司新設。

## 事業所
- 本社　〒100-8285 東京都千代田区丸の内1-8-1 丸の内トラストタワーN館16階
  - 総務部
  - 経理部
  - 経営管理部
  - 監査部
  - 内部統制・ISO推進部
  - 鉄鋼一部
  - 鉄鋼二部
  - 海外営業部
  - 非鉄金属部
  - 電子材料部
  - 機械部
  - 営業開発部
  - ライフ営業一部
  - ライフ営業二部
  - SAYA六本木店　東京都港区赤坂9-7-4 D-0308 東京ミッドタウンガレリア3F
  - SAYA梅田店　大阪府大阪市北区梅田2-2-22　ハービスPLAZA ENT 2F
  - DANSK OUTLET 滋賀竜王店　滋賀県蒲生郡竜王町大字薬師字砂山1178-694 三井アウトレットパーク滋賀竜王
  - DANSK OUTLET 仙台港店　宮城県仙台市宮城野区中野出花123 三井アウトレットパーク仙台港
  - DANSK OUTLET 倉敷店　岡山県倉敷市寿町12-3 三井アウトレットパーク倉敷
  - D&S DESIGN AND STYLE 千歳アウトレットモール・レラ店　北海道千歳市柏台南1-2-1 千歳アウトレットモール・レラ
  - D&S DESIGN AND STYLE レイクタウンアウトレット店　埼玉県越谷市東町4-50 レイクタウンアウトレット 1st Ave. 2階
  - 鉄鋼部(東雲倉庫)　東京都江東区東雲2-11-30
  - 鉄鋼部(浦安倉庫)　千葉県浦安市鉄鋼通り2-4-2
- 苫小牧支店　北海道苫小牧市柏原6-260
- 札幌ライフ支店　北海道札幌市中央区北5条西17丁目4
- 岩手支店　岩手県北上市相去町大松沢1-27
- 仙台支店　宮城県仙台市青葉区宮町1-1-46
- 秋田支店　秋田県秋田市川尻町大川反170-71
- 大館支店　秋田県大館市二井田字前田野37-6
- 鶴岡支店　山形県鶴岡市下清水字内田元72-1
- 山形支店　山形県山形市漆山1811-7
- 福島支店　福島県福島市丸子字柳原10-1
- 福島支店(郡山)　福島県田村市船引町光陽台6-1-1
- 鉄鋼一部第二課(茨城)　茨城県那珂郡東海村舟石川638-2
- 栃木支店　栃木県栃木市大平町伯仲1800
- 太田支店　群馬県太田市新田大町600-25
- 埼玉支店　埼玉県熊谷市冑山9-1
- 神奈川支店　神奈川県藤沢市桐原町19番地
- 新潟支店第一課　新潟県燕市吉田法花堂1945
- 新潟支店第二課　新潟県長岡市鉄工町2-2-8
- 新潟支店(東港倉庫)　新潟県新潟市北区島見町3268-4
- 新潟流通センター　新潟県燕市吉田法花堂1879-1
- 北越支店　新潟県三条市吉野屋甲445
- 富山支店　富山県射水市有磯2-33-5
- 長野支店　長野県松本市和田字南西原3967-46 松本臨空工業団地内
- 浜松支店　静岡県浜松市中区高丘東2-8-12
- 名古屋支店　愛知県名古屋市中村区名駅南1-21-19 本州名駅ビル7階
- 名古屋ライフ支店　愛知県名古屋市中村区名駅南1-21-19 本州名駅ビル7階
- 名古屋鋼材センター　愛知県小牧市大字大草字壇の上5387-14 小牧テクノジャンクション工業団地17区画
- 滋賀支店　滋賀県栗東市小柿3-6-10
- 西アルミセンター　滋賀県栗東市小柿3-6-10
- 大阪支店　大阪府大阪市北区堂島浜1-4-16 アクア堂島NBFタワー11階
- 大阪ライフ支店　大阪府大阪市北区堂島浜1-4-16 アクア堂島NBFタワー11階
- LE営業部　大阪府大阪市北区堂島浜1-4-16 アクア堂島NBFタワー11階
- 兵庫支店　兵庫県小野市王子町字長生403-2
- 岡山支店　岡山県倉敷市老松町2-6-6 損保ジャパン倉敷ビル5Ｆ
- 岡山鋼材センター　岡山県都窪郡早島町矢尾807-1
- 福山支店　広島県福山市箕沖町101-7
- 広島支店　広島県安芸郡坂町北新地4-1-4
- 広島ライフ支店　広島県広島市中区広瀬北町3-11 和光広瀬ビル6階
- 四国支店　愛媛県西条市ひうち字東ひうち18-17
- 北九州支店　福岡県福岡市博多区博多駅前2-6-12 JPR博多中央ビル2階
- 広島ライフ支店福岡事務所　福岡県福岡市博多区博多駅前2-6-12 JPR博多中央ビル2階
- 九州支店　福岡県福岡市博多区博多駅前2-6-12 JPR博多中央ビル2階
- 北九州支店倉庫　福岡県北九州市八幡西区築地町12-13
- 九州支店倉庫　佐賀県鳥栖市藤木町若桜10-33 商工団地内
- 熊本支店　熊本県上益城郡益城町福富1107-11
- インドネシア駐在員事務所　Ariobimo Sentral 4th Floor JL.H.R.Rasuna Said Kav.X-2 No.5 Jakarta 12950,INDONESIA

## 子会社・関係会社（国内）
- メタルアクト株式会社（鉄鋼販売）  愛知県名古屋市中区錦1-11-11 名古屋インターシティ3階
- 佐藤ケミグラス株式会社（硝子材・合成樹脂製品加工・販売）大阪府堺市美原区今井15番地1（元：杉田プリディア本社・堺工場）
- エヌケーテック株式会社（鉄鋼製品製造） 埼玉県さいたま市北区吉野町2-1403-1
- エヌケーテック株式会社（新潟工場）新潟県燕市吉田法花堂1945
- 植木フォーミング株式会社（建築用資材の製造・販売）東京都昭島市郷地町2-36-8
- 日本洋食器株式会社（金属雑貨製造）新潟県燕市吉田法花堂1949
- 佐藤物流株式会社（運送業）千葉県浦安市鉄鋼通り2-4-2
- 湘南加工株式会社（鋼材加工・販売）神奈川県藤沢市桐原町19番地
- 関根鋼材株式会社（鉄鋼販売）千葉県浦安市鉄鋼通り2-4-2
- 佐藤ゼネテック株式会社（自動車機器等の販売）東京都千代田区丸の内1-8-1 丸の内トラストタワーN館16階
- 山形クラッチ株式会社（鉄鋼製品製造）山形県鶴岡市下山添字庄南43
- ネポン株式会社（農業用熱機器販売）東京都渋谷区渋谷1-4-2
- 株式会社フォーペット（ペット霊園運営）東京都豊島区南池袋2-8-16 ペットエンジェルゲイトビル
- 中越精密工業株式会社（自動車部品製造）富山県中新川郡立山町西芦原新1-1
- 冨士自動車興業株式会社（自動車部品製造）神奈川県相模原市南区大野台4-3-3

## 関係会社（海外）
- 香港佐藤商事有限公司（電子材料販売）  Rm.,1003, 10/F, Chinachem Golden Plaza 77 Mody.Road.,Tsim Sha Tsui East, Kowloon Hong Kong
- 上海佐商貿易有限公司（鉄鋼・非鉄金属・雑貨　販売） Room13C, Jinlin Haixin Building, 666 Fuzhou Road, Shanghai 200001 China
- SATO-SHOJI (THAILAND) CO.,LTD.（鉄鋼・電子材料販売）  1 Empire Tower, 24th Floor, Unit 2406-7, South Sathorn Road, Yannawa, Sathorn, Bangkok 10120 Thailand
- 深圳佐藤商事貿易有限公司（電子材料販売）  Room 1701, 1726, 17/F, Kerry Centre, Renmin Nan RoadLuohu Area, Shenzhen 518000 China
- SATO-SHOJI (VIETNAM) CO.,LTD.（鉄鋼・非鉄金属販売） Room 503, 5th Floor, Centec Tower 72-74 Nguyen Thi Minh Khai St., Ward 6, District 3, HCM, Vietnam
- 韓国佐藤商事株式会社（鉄鋼・電子材料販売） A3412, Gwanggyo SK View Lake Tower, Beopjo-ro 25, Yeongtong-gu, Suwon-si, Gyeonggi-do, Korea. 16514
- PT.SATO-SHOJI INDONESIA（鉄鋼・非鉄金属販売）  Summitmas 1, 18th Floor JI. Jend. Sudirman kav. 61-62 Jakarta Selatan 12190, Indonesia
- UCHIDA-SATO TECH (THAILAND) CO.,LTD.（鍛造プレスホルダー製造）  789/136 Moo 1, Pinthong Industrial Estate Phase 10 Unit B3T Nongkham, Sub-district, Siraca, Chonburi, Thailand
- YUASA SATO (THAILAND) CO.,LTD.（クランクシャフト製造）	7/158, Moo 4, Mabyangporn Sub-district, Pluakdaeng District, Rayong 21140, Thailand
- 曽我部（蘇州）減速機製造有限公司（減速機製造）  Jiang Su Sheng Su Zhou Shi Wu Zhong Jing Ji Kai Fa Qu Wang Shan Gong Ye Yuan Fu Min Gong Ye Fang 2 QI 2 Hao Chang Fang Di Ceng 215000 China

## グループ会社
- 三神興業株式会社（不動産賃貸業） 東京都中央区八丁堀1-13-10
- 株式会社東京製作所（自動車部品製造） 東京都昭島市武蔵野3-2-30
- 株式会社サンビーム（不動産賃貸業）山形県鶴岡市下山添字庄南50
- THAI KJK CO.,LTD.（自動車部品製造）  150 Moo 9, Nong Kham Sriracha, Chonburi, Thailand
- タイサトーテーブルウェア株式会社（洋食器製造）  57 Moo 2, Nong-oamdang Pakehong, Nekomxatehasrima 30130, Thailand
- 羽黒学園事業部（機械・機器製造）山形県鶴岡市羽黒町手向薬師沢198
- 羽黒高等学校（教育） 山形県鶴岡市羽黒町手向薬師沢198
- ホテル満光園（観光業）山形県鶴岡市湯野浜2-22-8